# Ulea
Ulea — рід грибів родини Uleiellaceae. Назва вперше опублікована 1892 року.

## Класифікація
До роду Ulea відносять 1 вид:
- Ulea paradoxa